# Vozera Bjarozaŭskaje (sjö i Vitryssland, lat 54,84, long 29,86)
Vozera Bjarozaŭskaje (vitryska: Возера Бярозаўскае, ryska: Ozero Berëzovskoye) är en sjö i Belarus.   Den ligger i voblasten Vitsebsks voblast, i den nordöstra delen av landet, 180 km nordost om huvudstaden Minsk. Vozera Bjarozaŭskaje ligger 147 meter över havet.
I omgivningarna runt Vozera Bjarozaŭskaje växer i huvudsak blandskog. Runt Vozera Bjarozaŭskaje är det glesbefolkat, med 16 invånare per kvadratkilometer.